# Satu Nou (Oncești), Bacău
Satu Nou este un sat în comuna Oncești din județul Bacău, Moldova, România.